# Naldo Naldi
 (février 2022).
Naldo Naldi, né le 31 août 1436 à Florence et mort en 1513, est un homme de lettres italien de la Renaissance.

## Biographie
Né à Florence le 31 août 1436, Naldo Naldi est disciple de Marsile Ficin, qui parle de lui avec éloge dans différents endroits de ses ouvrages. Il mérite par ses talents la bienveillance particulière de Laurent de Médicis, et est l’ami de Politien et des autres hommes célèbres qui brillent alors à la cour de Florence. Naldo Naldi meurt vers l’an 1513.

## Œuvres
- Vie de Giannozzo Manetti, publiée par Burmann dans le tome 9 du Thesaur. antiquit. ital., et par Muratori sur un manuscrit que l’on croit autographe dans les Scriptor. rer. italicar., t. 20, p. 529-608 ; elle est écrite avec élégance et renferme des détails intéressants ;
- une Épître à Matthias Corvin, et un poème en quatre livres sur la fameuse bibliotheca Corviniana[2]. Peter Jaenichen a inséré ce poème dans les Meletemata Thorunensia, 1731, in-8°, t. 3, et Matthias Bel dans la Notitia Hungariæ novæ historico-geographica, t. 3. Cet ouvrage était en manuscrit dans la bibliothèque de Mencke (p. 835 du catalogue).

Naldi réussissait surtout dans la poésie ; on a plusieurs morceaux de lui dans le tome 4 des Carmina illustrium poetarum italorum, 1719- 1726, et l’on en conserve en manuscrit des recueils entiers dans la bibliothèque Riccardiana et dans la Laurentienne (voy. Bandini, Catal. codicum latin. bibl. Laur., t. 2, p. 221). Un poème de Naldo Naldi est imprimé en tête de l'édition de 1491 de la traduction latine des Œuvres de Platon par Ficin. Giulio Negri, dans sa Storia degli scrittori fiorentini, indique tous les ouvrages de ce poète dont on connaissait des copies.